# Нафиль, Хишам
Хиша́м Нафи́ль (араб. هشام نافيل‎; род. 5 июня 1975) — марокканский боксёр, представитель первой полусредней, полулёгкой и легчайшей весовых категорий. Выступал за сборную Марокко по боксу во второй половине 1990-х — первой половине 2000-х годов, бронзовый призёр Средиземноморских игр, победитель и призёр турниров международного значения, участник двух летних Олимпийских игр. В период 2006—2007 годов боксировал также на профессиональном уровне, но без особого успеха.

## Биография
Хишам Нафиль родился 5 июня 1975 года.

### Любительская карьера
Дебютировал на международной арене в сезоне 1994 года, когда выступил на чемпионате мира среди юниоров в Стамбуле и на Кубке мира в Бангкоке.
В 1996 году занял второе место на африканской олимпийской квалификации и тем самым прошёл отбор на летние Олимпийские игры в Атланте — в категории до 54 кг благополучно прошёл первых двоих соперников по турнирной сетке, тогда как в третьем четвертьфинальном бою со счётом 4:13 потерпел поражение от тайца Вичая Хадпо.
В 1997 году завоевал бронзовую медаль на Средиземноморских играх в Бари в зачёте полулёгкой весовой категории.
Был лучшим на чемпионате Африки 1998 года в Алжире.
В 2002 году получил бронзу в первом полусреднем весе на Африканских военных играх в Найроби.
В 2003 году одержал победу на Африканских военных играх в Тунисе.
На африканской олимпийской квалификации в Касабланке сумел дойти до финала, благодаря чему удостоился права защищать честь страны на Олимпийских играх 2004 года в Афинах. Выступая в категории до 64 кг, одолел одного оппонента, но во втором поединке со счётом 33:13 был побеждён казахом Нуржаном Каримжановым.
После афинской Олимпиады Нафиль ещё в течение некоторого времени оставался в составе боксёрской команды Марокко и продолжал принимать участие в крупнейших международных соревнованиях. Так, в 2005 году он выступил на международном военном турнире в Роттердаме, где выиграл серебряную медаль в первом полусреднем весе.

### Профессиональная карьера
Покинув расположение марокканской сборной, в августе 2006 года Хишам Нафиль успешно дебютировал на профессиональном уровне. В течение года одержал пять побед в Бельгии, затем в Германии встретился с местным проспектом Домиником Бричем (5-0) и потерпел от него поражение единогласным решением судей.
В 2007 году также свёл к ничьей поединок с поляком Мариушом Цендровским (16-0) и проиграл техническим нокаутом итальянцу Эмануэле делла Роза (13-0).